# Palacio de la Real Aduana de Santiago
El Palacio de la Real Aduana (Palacio de la Real Casa de Aduanas o Palacio de la Aduana), posteriormente conocido como Palacio Viejo de los Tribunales (o Palacio de los Tribunales Viejos), es un edificio construido entre 1805 y 1807, ubicado en Santiago de Chile, en la calle Bandera con Compañía.
En 1969, durante el gobierno del presidente Eduardo Frei Montalva, fue declarado Monumento Histórico de Chile, y desde 1981 alberga al Museo Chileno de Arte Precolombino.

## Historia

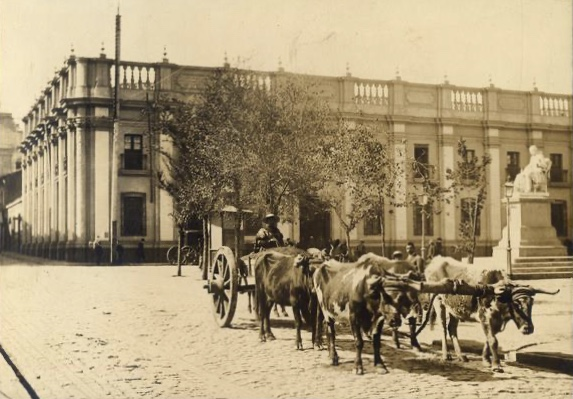
Vista del Palacio de la Real Aduana o Palacio de los Tribunales Viejos, hacia 1900.

El solar donde está emplazado el palacio, fue concedido en 1555 al primer corregidor de Santiago, Juan de Cuevas, quien instaló allí su casa habitación. En 1635, en el mismo solar, se construyó el Colegio Convictorio de San Francisco Javier (posteriormente, Convictorio Carolino) de la Compañía de Jesús.
A inicios del siglo XIX, el gobernador de Chile, Luis Muñoz de Guzmán, dispuso que en el mismo lugar se levantara el Palacio de la Real Aduana de Santiago. Su edificación fue encomendada al ingeniero militar José María de Atero, quien lo construyó entre 1805 y 1807, sobre la base de planos elaborados por Joaquín Toesca.
Tras la independencia nacional, en el inmueble funcionaron alguna oficina públicas como la Aduana de Santiago y la Inspección del Estanco del Tabaco. En 1823, el director Supremo dispuso que la Biblioteca Nacional de Chile ocupara algunas de sus salas. A partir de 1845 albergó a los tribunales de justicia de Santiago —la Corte Suprema se mantuvo allí hasta 1915— hasta el 23 de marzo de 1970, fecha en el cual un gran incendio destruyó sus dependencias; de allí deriva el nombre de «Tribunales Viejos».
En los años 1980, el edificio fue reconstruido y restaurado, siendo destinado al uso del Museo Chileno de Arte Precolombino.